# MAN D2566
MAN D2566 – silnik wysokoprężny produkowany przez MAN Engine Company.
Był najdłużej produkowanym takim silnikiem na świecie.